# جنس (منطق)
الجنس اسم دال على كثيرين مختلفين بأنواع. وكلي مقول على كثيرين مختلفين بالحقيقة في جواب ما هو من حيث هو كذلك، فالكلي جنس. وقوله مختلفين بالحقيقة يخرج النوع، والخاصة والفصل القريب، وقوله في جواب ما هو يخرج الفصل البعيد والعرض العام. وهو قريب إن كان الجواب عن الماهية وعن بعض ما يشاركها في ذلك الجنس هو الجواب عنها وعن كل ما يشاركها فيه، كالحيوان بالنسبة إلى الإنسان؛ وبعيد إن كان الجواب عنها وعن بعض ما يشاركها فيه غير الجواب عنها وعن البعض الآخر، كالجسم النامي بالنسبة إلى الإنسان.
ويرتب للجنس مراتب ثلاثا: جنس عال ليس بنوع البتة، وجنس متوسط هو نوع وجنس وتحته أجناس، وجنس سافل هو نوع وجنس ليس تحته جنس.